# Polystichum deflexum
Polystichum deflexum är en träjonväxtart som beskrevs av Ren-Chang Ching och W. M. Chu. Polystichum deflexum ingår i släktet Polystichum och familjen Dryopteridaceae. Inga underarter finns listade.